# Cyttariella skottsbergii
Cyttariella skottsbergii är en svampart som beskrevs av Palm 1932. Cyttariella skottsbergii ingår i släktet Cyttariella och familjen Cyttariaceae.   Inga underarter finns listade i Catalogue of Life.